# Agrostis geminata
Agrostis geminata é uma espécie de gramínea do gênero Agrostis, pertencente à família Poaceae.